# Rubus pseudoyoshinoi
Rubus pseudoyoshinoi är en rosväxtart som beskrevs av N. Naruhashi och H. Masaki. Rubus pseudoyoshinoi ingår i släktet rubusar, och familjen rosväxter. Inga underarter finns listade i Catalogue of Life.